# Крик 3
«Крик 3» (англ. Scream 3, стилізується як «SCR3AM») — американський слешер 2000 року, третій фільм франшизи «Крик». Картину зняв Вес Крейвен за сценарієм Ерена Крюгера, персонажі придумані Кевіном Вільямсоном. У головних ролях Девід Аркетт, Нів Кемпбелл, Кортні Кокс-Аркетт, Патрік Демпсі, Скотт Фолі, Ленс Хенріксен, Метт Кіслар, Дженні Маккарті, Емілі Мортімер, Паркер Поузі, Деон Річмонд та Патрік Ворбертон. Картина позиціонувалася як остання частина серії фільмів «Крик». Дія відбувається в Голлівуді через рік після подій минулої частини. Вбивця Примарне обличчя намагається знайти головну героїню Сідні Прескотт, яка живе в ізоляції, вбиваючи акторів фільму «Удар ножем 3», знятого за мотивами книги Ґейл Везерс.
Третя частина франшизи відрізняється від попередників більшим акцентуванням комедійних елементів та меншою кількістю кривавих сцен — американська громадськість на той час ретельно стежила за насильством у кіно та на телебаченні після трагічних подій у школі «Колумбайн». Кевін Вільямсон не зміг продовжити роботу над сценарієм, оскільки був зайнятий іншими проектами — його замінив сценарист Ерен Крюгер. Прем'єра відбулася 3 лютого 2000 року в Лос-Анджелесі, а наступного дня картина вийшла в широкий прокат. Загальні збори фільму перевищили 161 мільйон доларів. Він отримав змішані відгуки критиків та глядачів.

## Сюжет
Після закінчення серії вбивств навколо Віндзорського коледжу в другому фільмі, головна героїня Сідні живе одна в безлюдному районі в Північній Каліфорнії. Жахи повертаються до неї знову і знову, образи померлої матері переслідують її. Вона працює у кризовій телефонній лінії для жінок — дає жінкам, що перебувають у кризі, поради, але навіть це вона робить під вигаданим іменем. Її місце перебування невідоме навіть її друзям. Журналістка Ґейл Везерс стала успішним репортером, завдяки книгам, які вона написала про вбивства у Вудсборо та Віндзорі (перша та друга частини відповідно).
Фільм починається з вбивства шоумена Коттона Вірі, якого раніше несправедливо звинуватили у вбивстві матері Сідні. Оскільки це вбивство якимось чином могло бути пов'язано з убивствами у Вудсборо, поліцейські повідомляють Ґейл про смерть Вірі та розпитують про фото, знайдене місці злочину. Коли вона впізнає на фото Морін Прескотт, мати Сідні, стає очевидним, що вбивця Примарне обличчя знов повернувся.
Тим часом, Ґейл приїжджає на зйомки останнього фільму серії «Удар ножем» — «Удар ножем 3: Повернення у Вудсборо». Там вона помічає, що всі декорації ідентичні реальним, з якими вона зіткнулась у першому фільмі. Репортерка зустрічає свого давнього друга, поліцейського Дьюї Райлі, який консультує фільм, а також режисера Романа Бріджера та акторів, які грають людей з реального життя, яких вона знала або знає: Анджеліну Тайлер — Сідні, Сару Дарлінґ — Кенді, Тома Принца — Дьюї, Дженніфер Джолі, яка грає її саму, та інших. Згодом цих акторів систематично починають вбивати в тому ж порядку, в якому їх повинні були вбити у фільмі «Удар ножем 3».
Коли Сідні врешті дізнається правду, то виявляється, що вбивця — Роман, який виявляється сином матері Сідні, тобто її єдиноутробним братом. Він народився після того, як Морін на вечірці зґвалтував відомий кінопродюсер Джон Мілтон. Вона не змогла полюбити дитину від ґвалтівника, яка нагадувала їй про пережитий кошмар; і, покинувши Голлівуд, відмовилася від нього, після чого вийшла заміж за батька Сідні. Морін також не визнала сина і тоді, коли він уже дорослим знайшов її та розповів, хто він такий.
Роман ненавидів матір, і скориставшись хворою психікою підлітків Біллі Луміса та Стюарта Мейхера (лиходіїв з першої частини), спровокував серію вбивств у першому фільмі, яка в свою чергу спричинила вбивства в другому. В кінці, після протистояння, Сідні зарізала Романа ножем для колки льоду, а Дьюї зробив контрольний постріл в голову.
У фіналі картини Сідні, Дьюї, Ґейл та детектив Марк Кінкейд зібралися на ранчо у Сідні. Дьюї робить Ґейл пропозицію. Сідні бачить, як протягом відчиняються вхідні двері — дівчина вирішує не закривати їх, нарешті відпускаючи свої страхи.

## В ролях
| Актор              | Роль                             |
| ------------------ | -------------------------------- |
| Нів Кемпбелл       | Сідні Прескотт                   |
| Девід Аркетт       | Дьюї Райлі                       |
| Кортні Кокс-Аркетт | Ґейл Везерс                      |
| Патрік Демпсі      | Детектив Марк Кінкейд            |
| Паркер Поузі       | Дженніфер Джолі                  |
| Скотт Фолі         | Роман Бріджер / Примарне обличчя |
| Ленс Хенріксен     | Джон Мілтон                      |
| Емілі Мортімер     | Анджеліна Тайлер                 |
| Деон Річмонд       | Тайсон Фокс                      |
| Дженні Маккарті    | Сара Дарлінґ                     |
| Метт Кіслар        | Том Принц                        |
| Патрік Ворбертон   | Стівен Стоун                     |
| Лієв Шрайбер       | Коттон Вірі                      |
| Келлі Резерфорд    | Крістін Гамільтон                |
| Роджер Джексон     | голос Примарного обличчя         |
| Керрі Фішер        | Бьянка Борнетт                   |
| Джеймі Кеннеді     | Ренді Мікс (на відео)            |

## Сценарій

### Ранній етап
«Крик 3» вийшов через 2 роки після другої частини — схвалений бюджет значно зріс і склав 40 мільйонів доларів (перший фільм зняли за 15, а другий — за 24). На початку 1999 року продюсери Боб та Харві Вайнштейни доручили Кевіну Вільямсону написання сценарію третього фільму. Вільямсон мав контракт на третій фільм — він із самого початку продавав сценарій першої частини з концепцією двох наступних сиквелів. Він, як і режисер Вес Крейвен, повернувся до роботи над продовженнями після успіху першої частини. Хоча завдяки тому ж успіху, Крейвен отримав у студії «Miramax Films» право зайнятися фільмом-мелодрамою «Музика серця» з Меріл Стріп в головній ролі. Фраза Романа у фільмі про те, що йому доводиться знімати безглуздий фільм жахів замість класичної історії кохання — жартівливе відсилання до цього факту.
В інтерв'ю фанатському сайту scream-thrillogy.com режисер монтажу Патрік Люссьє відзначив значущість картини «Новий кошмар» Веса Крейвена для трилогії «Крик»: «„Новий кошмар“ проклав дорогу багатьом проектам. Однозначно, без цієї картини не було б і „Криків“». Дія «Нового кошмару» відбувається на знімальному майданчику чергового фільму із серії «Кошмар на вулиці В'язів», а Фредді Крюгер переслідує акторів у реальному світі; за словами оглядача Джона Холмса, «вплив „Нового кошмару“ на „Крик“ — незаперечний».
За словами Вільямсона, саме Нів Кемпбелл належала ідея подальшого розвитку персонажа Сідні: «Мені здається, багато глядачів відчувають спорідненість із Сідні, як і з Лорі Строуд — з усіма, хто пережив подібну травму. Нів запропонувала вкрай розумну ідею: „Чому б нам не зробити її тим, хто допомагатиме жертвам насильства в продовженні?“. Це була її ідея, і я гадаю, що це був розумний хід. Мені подобається думка, що Сідні тепер живе, допомагаючи іншим жертвам травм і насилля. А як можна не перейматись тією, хто витрачає на це своє життя? Глядач просто вимушений співпереживати».

### Зміни Крюгера
Після успіху картин «Крик», «Крик 2» та «Я знаю, що ви скоїли минулого літа», а також через роботу Вільямсона над серіалом «Пустище» та своїм режисерським дебютом «Вбити місіс Тінґл» — фільм зіткнувся з виробничим пеклом. Приблизно в той же період Вільямсон працював над сценаріями фільмів «Факультет» та «Хелловін: 20 років по тому». Не маючи можливості працювати над сценарієм «Крика 3», Вільямсон написав начерк сценарію — менше 30 сторінок — за сюжетом якого Примарне обличчя поверталося до Вудсборо, де проходили зйомки сиквела вигаданого фільму «Удар ножем» — серії картин усередині всесвіту «Крик», що повторюють події першої та другої частини франшизи. Вайнштейни найняли сценариста фільму «Дорога на Арлінґтон» Ерена Крюгера, щоб той написав повноцінний сценарій, взявши за основу начерки Вільямсона, — Крюгеру довелося робити це вже після початку зйомок.
Крюгер погодився написати сценарій «Крику 3», тому що хотів попрацювати з Крейвеном та керівництвом «Miramax»:
|  | Коли ти переписуєш чийсь сценарій, це завжди чуже дітище. Це не те саме, що писати текст самому. Тому в такій ситуації важливо, з ким ти працюватимеш і в кого навчатимешся? Відповіді на ці питання дають тобі багато стимулів погодитися на проєкт на кшталт цього. Оригінальний текст (англ.) When you're doing a rewrite script, it's never totally coming from you. It's never the same as writing an original. So often, what you look for is, "Well who am I going to be working with?" and "Who am I going to be learning from?" The [answers to those] questions give you a lot of motivation for pursuing a project like this. |

Щоб поринути у всесвіт «Крику», Крюгер перечитав сценарії до першого та другого фільмів, і переглянув закінчені варіанти обох картин. В одному з інтерв'ю сценарист зазначив, що він зміг показати головних героїв такими, якими вони були задумані спочатку, тому, що він не брав участі в їхньому опрацюванні. Ранні версії сценарію зображували Сідні Прескотт більш схожою на Сару Коннор, героїню актриси Лінди Гамільтон у фільмі «Термінатор 2: Судний день» — вона була героїнею бойовика, але втрутився Вес Крейвен, який повернув Сідні до її витоків. За словами Крюгера, багато речей в сценарії «Крику 3» були придумані Крейвеном, хоча його ім'я не вказано у співавторах тексту. Як і у випадку з «Криком 2», деякі сцени дописувалися в день зйомок, а частина епізодів переписувалися, щоб додати до них інших персонажів або повністю змінити сюжет, коли автори розуміли, що епізоди не стикуються один з одним.

### Нереалізований задум Вільямсона
Незадовго до початку зйомок картини сталася трагедія в штаті Колорадо — бійня в школі «Колумбайн», яка призвела до того, що багато громадських організацій почали активно обговорювати вплив кіно та відеоігор на глядачів. Перед студією постало питання — чи варто знімати картину зараз, ризикуючи поставити під удар її успіх у світлі останніх подій — і боси вирішили розпочати зйомки, але внести в сюжет зміни, особливо щодо сцен насильства: керівництво підійшло до цього питання чуйніше, ніж у роботі над двома першими фільмами — в якийсь момент від творців вимагали зробити акцент на гуморі та сатирі, а також вирізати з фільму (і сценарію на стадії розробки) всі криваві сцени. Ці вимоги отримали жорстку відповідь Крейвена — за словами сценариста Ерена Крюгера, режисер сказав: «Ви мабуть жартуєте? Або знімаємо фільм під назвою „Крик“, або знімаємо фільм і називаємо його по-іншому. У „Крику“ є певні стандарти».
Виробництво третьої частини йшло важче: крім подій у школі «Колумбайн», увагу громадськості привертали окремі акти жорстокості, що почастішали, відповідальність за які часто лягала на фільми. Така ж доля спіткала й «Крик 3», внаслідок чого від багатьох сюжетних задумів Вільямсона відмовилися, зокрема змінили місце дії з Вудсборо на Голлівуд; це було зроблено ще тому, що Крюгер вважав, що «фінал має відбуватися в набагато більшому місці, ніж старша школа чи коледж». Крім того, повернення до школи, як до ключової локації для подій фільму, могло викликати небажані асоціації з трагедією в «Колумбайні» та критику фільму, реліз якого мав відбутися менш ніж через рік після трагедії. У самій картині, як і свого часу в «Новому кошмарі», Крейвен частково звернувся до проблематики впливу медіа на рівень насильства в реальному світі, дійшовши висновку, що кожна людина сама несе відповідальність за свої вчинки, а не фільми чи щось інше.
В одному з інтерв'ю актор Меттью Ліллард розповів, що він мав зіграти важливу роль у третій частині — перебуваючи у в'язниці, Стю, який пережив фінал першого фільму, керував культом школярів, одержимих фільмами «Удар ножем», але після подій у школі Колумбайн керівництво студії відмовилося від ідеї: «Задум був у тому, що я диригував погромами з в'язниці — невідомі нападали на школи. Але за шість тижнів до початку зйомок стався Колумбайн, і вони повністю викинули цей сюжет, змінивши абсолютно все».
В інтерв'ю 2013 року Вільямсон розкрив деякі деталі своєї версії сюжету — зокрема вбивцями була велика група школярів із фан-клубу «Удару ножем», а в одній із фінальних сцен Сідні входить до будинку після того, як Примарне обличчя вбило всіх, а потім жертви оживають — насправді ніхто не загинув, і вони спланували все від початку. Пізніше він реалізував цей задум в одному з сюжетів серіалу «Послідовники» 2017 року. Також в одній з ранніх версій сценарію другою вбивцею та помічницею Романа була актриса Анджеліна Тайлер (яка грає Сідні в третій частині «Удару ножем») — вона мала бути коханкою молодого режисера, а також колишньою однокласницею Сідні на ім'я Енджі Крік.

## Кастинг

### Старі персонажі
Нів Кемпбелл, Кортні Кокс, Девід Аркетт і Лієв Шрайбер повернулися до своїх ролей Сідні Прескотт, Ґейл Везерс, Дьюї Райлі та Коттона Вірі — їхні герої пережили події перших двох фільмів. За словами Крейвена, їх було неважко вмовити знятися в «Крику 3», проте популярність і зайнятість на інших проєктах, що зросла, диктували свої умови. Наприклад, Кемпбелл уклала спеціальну угоду на зйомки, виходячи з якої всі сцени з її участю повинні знятися протягом 20 днів, і, як наслідок, у Сідні стало менше екранного часу — крім ролі в «Крику», Нів доводилося грати у фільмі «Втопимо Мону» та телесеріалі «Нас п'ятеро». Акторка мала довге волосся у «Втопимо Мону», тому в «Крику 3» їй доводилося носити перуку. Кокс і Аркетт незадовго до початку виробництва картини одружилися — вони перервали свій медовий місяць заради зйомок, а в титрах до прізвища актриси було додано прізвище її нового чоловіка — Кокс-Аркетт.
Джеймі Кеннеді з'явився в епізодичній ролі Ренді Мікса — автори відразу прийняли рішення будь-яким способом повернути героя в третю частину. Персонаж фільму Тайсон Фокс припустив, що вбивця — маніяк, який мстить за смерть Ренді в другій частині «Удару ножем». Вес Крейвен та студія отримали безліч гнівних листів та відгуків через загибель персонажа, тому в початковій версії сценарію мала місце сюжетна лінія, в якій з'ясовувалося, що Ренді вижив після подій другої частини — його батьки відвезли сина подалі від жахливих подій, щоб допомогти йому відновитися фізично та морально; але, зрештою, автори вважали цей сюжетний хід з «воскресінням» неправдоподібним та вирішили повернути персонажа у фінальну частину трилогії іншим способом.
Роджер Джексон знову озвучив Примарне обличчя. У Лінн Макрі, чиї фото з'являлися в першій та другій частині трилогії, нарешті з'явилися сцени в ролі матері Сідні, Морін Прескотт. Лоуренс Хект зіграв роль батька Сідні, Ніла Прескотта.

### Нові герої
Більшість другорядних персонажів — актори та члени знімальної групи фільму «Удар ножем 3: Повернення до Вудсборо». Метт Кіслар зіграв актора Тома Принца (за сюжетом він грав Дьюї). Кіслар пробувався на роль Біллі Луміса в першій частині. Англійська актриса Емілі Мортімер зіграла Анджеліну Тайлер (Сідні); незабаром після початку зйомок Мортімер довелося відлетіти до Ванкувера, де вона змогла отримати дозвіл на роботу на території США. Дженні Маккарті дісталася роль Сари Дарлінґ, а Деону Річмонду — роль Тайсона Фокса. Ленс Хенріксен зіграв продюсера Джона Мілтона, а Патрік Демпсі — детектива Марка Кінкейда — він був затверджений на роль усього за один день до початку зйомок, тож у нього була ніч, щоб вивчити свої репліки в трьох довгих сценах. Патрік Ворбертон втілив образ охоронця Дженніфер, Стівена Стоуна. Келлі Резерфорд отримала роль актриси Крістін Гамільтон, дівчини Коттона Вірі, коли зйомки вже стартували і сценарій переписувався під час них — в початковій версії сцени, що відкриває фільм, поява актриси в кадрі не передбачалася, а Коттон просто знаходив жіночий труп, який зображував спеціально створений манекен. Скотт Фолі зіграв режисера Романа Бріджера — це його перша роль у великому кіно; за словами актора, він дізнався про те, що його персонаж — головний лиходій фільму, ближче до кінця зйомок; Фолі дуже зрадів цій новині.
Крім того, на роль Крістін розглядались кандидатури Алісії Сільверстоун, Кейт Вінслет, Шеннен Догерті, передбачалося також, що Бен Аффлек та Джеймі Лі Кертіс з'являться в епізодах-камео. Каризма Карпентер проходила прослуховування на одну з ролей. Також на обкладинці касети з фільмом «Сум пустелі» 1998 року зазначено, що Кейт Хадсон грала в «Крику 3» — кандидатура Кейт дійсно розглядалася, проте продюсери ролі їй не дали.

#### Дженніфер Джолі
Паркер Поузі зіграла ще одного нового персонажа у фіналі трилогії — актрису Дженніфер Джолі (Ґейл Везерс у фільмі «Удар ножем 3»). Поузі зізналась в одному з інтерв'ю, що «жодного разу не дивилася „Крик 3“ — навіть на прем'єрі, а слухала реакцію глядачів зовні залу». Крім того, в сцені, де Ґейл б'є Дженніфер по обличчю — Кокс насправді вдарила Поузі, зйомки цього епізоду проходили рано вранці. Через 20 років в інтерв'ю порталу «Toofab» актриса сказала, що рада чути, що її персонажа люблять у мережі, та додала, що «можливість побачити справжню Ґейл разом з актрисою, яка грає її, — це додаткове задоволення від останньої частини трилогії».
Свого персонажа актриса описала так:
|  | Наскільки дисоційована Дженніфер Джолі, щоб дозволити собі бути третьою зайвою? Мені треба було це зрозуміти. Отже, вона актриса, яка захоплена роллю та нездатна відпустити її. Я бачила її архетипною дурепою, яка відмовляється або нездатна прийняти реальність, а натомість входить у неї, пожвавлюючи її — спонтанно створюючи хаос замість того, щоб прийти до тями та попрямувати в безпечне місце. Наприклад, коли я стрибнула в обійми свого охоронця — я тікала, але мені нема куди було йти. Вона постійно біжить у страху. Оригінальний текст (англ.) How dissociated is Jennifer Jolie to allow herself to be a third wheel? I needed to make sense of it. So, she's an actress getting carried away with the part and unable to let go of it. I saw her as an archetypal fool, refusing or unable to grasp reality and instead enter into it by animating it — spontaneously riding the chaos instead of waking up and going somewhere safe. Like when I jumped into my security guard's arms — fleeing but no place to really go. She keeps running scared. |

Попри комічність персонажа, Крейвен вимагав серйозної гри в сцені загибелі Дженніфер; саму смерть своєї героїні Поузі прокоментувала так: «Те, що вона вмирає за двостороннім дзеркалом — вони не можуть її бачити, але вона може бачити їх — було для неї блискучим та поетичним способом потрапити в пастку та загинути. Вона не була пристосована до реальності».

### Камео
Керрі Фішер зіграла адміністратора архіву Бьянку, до якої прийшли по допомогу Ґейл та Дженніфер. Джейсон Мьюз і Кевін Сміт зіграли Джея і Мовчазного Боба в одній зі сцен, коли Ґейл іде студією. У цій же сцені з'являється Вес Крейвен — він зіграв туриста з відео-камерою під час екскурсії студією за спинами Джея і Мовчазного Боба. Хезер Матараццо зіграла Марту Мікс, сестру Ренді — її персонаж пізніше з'явився також у п'ятій частині франшизи. Меттью Ліллард та Скіт Ульріх озвучили Примарне обличчя, коли він імітує голоси Стю та Біллі, лиходіїв з першої частини. Ненсі О'Делл знову виконала епізодичну роль журналістки. Режисер Роджер Корман зіграв одного з босів студії «Sunrise».

## Виробництво

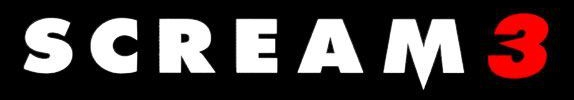
Логотип фільму

Основні зйомки розпочались 6 липня 1999 року в околицях Лос-Анджелеса при бюджеті 40 мільйонів доларів і завершились 29 вересня того ж року — вони тривали 12 тижнів. Більша частина роботи проходила в долині Сан-Фернандо, парку МакАртур, Беверлі-Хіллз, околицях Голлівудських пагорбів, а також у Сілвер-Лейк. Будинок, в якому живе Сідні, знаходиться в каньйоні Топанґа. Вступну сцену з Коттоном знімали на Голлівудському бульварі, а квартира персонажа знаходиться в Харпер-Хаус у Західному Голлівуді за адресою «1336 Harper Avenue», частину сцени перезнімали на студії в долині Сан-Фернандо. У своїй першій сцені у фільмі Ґейл виступає перед аудиторією — епізод знімали в Каліфорнійському університеті в Лос-Анджелесі, який також використовувався як зал коледжу Віндзор у «Крику 2». Вигаданою студією «Sunrise» став майданчик «CBS Studio Center» у Студіо-Сіті в Сан-Фернандо, а будинок Дженніфер знаходиться на Голлівудських пагорбах у парку Раньйон-Каньйон. Зйомки фінальної сцени проходили в маєтку Кенфілд-Морено, який також був задіяний у зйомках фільму «Хелловін: 20 років по тому» як старша школа.
У січні 2000 року, через три місяці після закінчення основних зйомок, фінал картини перезняли, оскільки початкову кінцівку вважали незадовільною. У ній Сідні з легкістю перемогла Романа, ближче до ранку на місце злочину прибуває поліція, а героїня вирушає до себе додому. Боси вважали, що фінальна частина повинна посіяти більше тривоги у глядачів, а перемога головної героїні не повинна даватися їй легко. У розширеній версії фіналу Роман стріляє в Сідні — глядачі вірять, що постріл був смертельним; також у перезнятій версії з'явився детектив Марк Кінкейд, який спочатку був відсутній у сцені — керівництво студії поставив у глухий кут той факт, що в певний момент персонаж просто зникає з історії.

## Поствиробництво

### Монтаж та вилучені сцени
Вже на стадії монтажу Вес Крейвен знову зіткнувся з проблемою присвоєння рейтингу від американської кіноасоціації — в одному з інтерв'ю того часу Крейвен навіть говорив, що з цієї причини подумує відмовитись від зйомок фільмів цього жанру. З фільму було вирізано кілька сцен — 4 з них потрапили в реліз на DVD в розділі бонусних матеріалів:
- Дві альтернативні версії вступної сцени з Коттоном Вірі.
- Розмова Сари Дарлінґ у виконанні Дженні Маккарті з охоронцем студії «Sunrise».
- Альтернативний фінал, у якому Сідні ховається від Романа, готуючись завдати удару.

На початку 2022 року в статті видання Fangoria згадується альтернативний епізод із сестрою Ренді, Мартою Мікс — її зіграла інша актриса, а персонажа звали Поузі (англ. Posey); багато сцен були вкорочені — зокрема спільні сцени Дьюї та Ґейл, сцена, де вбивця в костюмі завантажує голоси різних персонажів у пристрій для зміни голосу, монологи Ренді на відеозаписі, ізоляція Сідні в будиночку в горах, її розмова з батьком. Крім того, сцена розмови Дьюї з акторами на знімальному майданчику фільму була довшою.

### Музика Белтрамі
Музику до третьої частини написав Марко Белтрамі, який працював над «Криком» та «Криком 2». Цього разу в оркестрі було задіяно більше музикантів, щоб додати фіналу потужніше звучання, при цьому він використовував незвичайні техніки — прискорення та уповільнення записів, додавання незвичайних звуків та їх модифікації — таким чином він хотів досягти потойбічної моторошної атмосфери. Крім того, у музичному супроводі часто чутно вокал — цього разу він також був посилений у порівнянні з появами у перших двох фільмах. Також Белтрамі був змушений найняти більше музикантів, щоб закінчити працю над фільмом у стислий термін замовлення. Працюючи над композицією «Sid Wears A Dress», Белтрамі знову надихався музикою Ханса Циммера з фільму «Зламана стріла».

## Просування
«Крик 3» позиціонувався як останній фільм серії, що виходила з 1996 року — наступна частина вийшла через 11 років після фіналу трилогії. Офіційний сайт був оформлений у стилі сайту до вигаданої кінокартини «Удар ножем 3» — на його сторінках можна було знайти інформацію про зйомки та зірок «Удару ножем», а також новини про неіснуючу студію «Sunrise», де відбувається дія фільму «Крик 3». Журнал Entertainment Weekly опублікував велику статтю «The Last Scream» та помістив на обкладинку виконавців ролей трьох центральних персонажів — Нів Кемпбелл, Девіда Аркетта та Кортні Кокс — у випуску від 4 лютого 2000.
Деякі слогани фільму:
- «Найстрашніший крик — останній …» (англ. The Most Terrifying Scream Is Always The Last).
- «Ласкаво просимо до останнього акту!» (англ. Welcome To The Final Act).

### Саундтрек
| Рік  | Чарт             | Місце |
| ---- | ---------------- | ----- |
| 2000 | US Billboard 200 | 32    |

Альбом із піснями з фільму випустив лейбл Wind-up Records 25 січня 2000 року — до нього увійшли 18 композицій в жанрі хеві-метал від таких гуртів, як System of a Down, Slipknot, Powerman 5000, Full Devil Jacket, Godsmack, Sevendust, Incubus, Static-X, Coal Chamber та інші. 23 лютого 2000 року було продано 500 тисяч копій альбому — реліз став популярнішим, ніж музика до другої частини: альбом протримався 14 тижнів у чарті Billboard 200, піднявшись на 32-ге місце. На порталі AllMusic оцінка альбому — 2.5 з 5. Оглядач Стів Х'ю зазначив, що «альбом зібрав найкращих виконавців жанру», що робить його вельми «придатним для прослуховування». Альбом з'явився в продажі на iTunes 1 лютого 2012.
| Scream 3: The Album | Scream 3: The Album               | Scream 3: The Album          | Scream 3: The Album | Scream 3: The Album |
| #                   | Назва                             | Автор                        | Артист              | Тривалість          |
| ------------------- | --------------------------------- | ---------------------------- | ------------------- | ------------------- |
| 1.                  | «What If»                         | Скотт Степп, Марк Тремонті   | Creed               | 5:19                |
| 2.                  | «Wait and Bleed (Terry Date Mix)» | Корі Тейлор, Пол Ґрей        | Slipknot            | 2:32                |
| 3.                  | «Suffocate»                       | Finger Eleven, Арнольд Ланні | Finger Eleven       | 3:50                |
| 4.                  | «Spiders»                         | Серж Танкян, Дарон Малакян   | System of a Down    | 3:36                |
| 5.                  | «Automatic»                       | American Pearl               | American Pearl      | 3:34                |
| 6.                  | «Fall»                            | Клінт Ловер, Морґан Роуз     | Sevendust           | 5:22                |
| 7.                  | «Time Bomb»                       | Саллі Ерна                   | Godsmack            | 3:59                |
| 8.                  | «Tyler's Song»                    |                              | Coal Chamber        | 2:51                |
| 9.                  | «So Real»                         |                              | Static-X            | 5:42                |
| 10.                 | «Crowded Elevator»                |                              | Incubus             | 4:44                |
| 11.                 | «Debonaire»                       |                              | Dope                | 2:34                |
| 12.                 | «Sunburn»                         | Карл Белл                    | Fuel                | 4:25                |
| 13.                 | «Get On, Get Off»                 |                              | Powerman 5000       | 3:37                |
| 14.                 | «Wanna' Be Martyr»                |                              | Full Devil Jacket   | 3:23                |
| 15.                 | «Dissention»                      |                              | Orgy                | 3:32                |
| 16.                 | «Crawl»                           |                              | Staind              | 4:32                |
| 17.                 | «Click Click»                     |                              | Ear2000             | 3:15                |
| 18.                 | «Is This the End»                 |                              | Creed               | 6:15                |
| 73:11               |                                   |                              |                     |                     |

## Реліз

### Касові збори
Прем'єра картини відбулася 3 лютого 2000 року в кінотеатрі «AMC Theatres Avco» в місті Вествуд у Каліфорнії, а глядачі побачили картину в прокаті наступного дня.
Картина встановила рекорд у прем'єрні вихідні лютого 2000 року за кількістю екранів у США — 3 467, ставши 7 найширшою прем'єрою фільму вікової категорії «R». Пізніше того ж року цього показника досягла картина «Місія нездійсненна 2» — показ на 3653 екранах. У перші вихідні фільм зібрав $34 713 342, ставши лідером прокату — це 11 найуспішніший прокат прем'єрних вихідних у лютому. Збори в США досягли позначки $89,1 мільйона і $72,7 мільйона за кордоном — загальні збори перевищили $161,8 мільйона. «Крик 3» став другим найменш успішним фільмом франшизи — з меншим результатом зборів антирейтинг очолює «Крик 4».
| Реліз (США)                                       | Бюджет (ймовірний) | Збори       | Збори       | Збори        | Позиція             | Позиція            | Позиція                |
| Реліз (США)                                       | Бюджет (ймовірний) | США         | За кордоном | Світові      | За річним підсумком | За всю історію США | За всю світову історію |
| ------------------------------------------------- | ------------------ | ----------- | ----------- | ------------ | ------------------- | ------------------ | ---------------------- |
| 4 лютого 2000                                     | $40 000            | $89 143 175 | $72 700 000 | $161 843 175 | #27                 | #548               | #616                   |
| Примітки: інформація станом на квітень 2011 року. |                    |             |             |              |                     |                    |                        |

### Критика
Фільм отримав змішані відгуки критиків та глядачів, його називали «найслабшим у серії». На сайті «Rotten Tomatoes» рейтинг фільму складає 41 % на основі 127 оглядів, середня оцінка — 5.20 з 10: «Попри кілька сюжетних сюрпризів, фільм відкочує франшизу до основних формул жахів і ряду кліше». На сайті «Internet Movie Database» — 5.6 з 10 на основі оцінок 136 871 користувачів (станом на лютий 2022). На «Metacritic» фільм отримав 56 зі 100, що вказує на «загалом середні чи змішані відгуки». Оцінка глядачів на «CinemaScore» — «B» за шкалою від «A +» до «F».
Огляд «Time Out London» був переважно негативним: «Вес Крейвен створив погану копію свого власного „Нового кошмару“», хоча Нів Кемпбелл та Паркер Поузі удостоїлися похвали. Роджер Еберт написав, що «персонажі схематичні», але також похвалив Кемпбелл: «Камера любить її, вона може стати справжньою зіркою». Вступна сцена «Крику 3» була названа «найгіршою вступною сценою» в усій франшизі. Огляд «Los Angeles Times» був більш прихильним: «Місцями фільм досить страшний та примудряється дивувати», а в огляді BBC зазначили, що «фільм ефектніший, якщо розглядати його, як фінал трилогії». На цьому ж зробили акцент і в огляді «Variety»: «Крейвен знайшов досить хитрий спосіб для фінальної завіси ним же створеної серії фільмів, що надихнули інших кіношників», а «Empire» назвав фінал історії «задовільним, хоча вона швидко вичерпала себе». У пізнішому інтерв'ю сам Вес Крейвен визнав, що «Крик 3» — не дуже вдала частина франшизи з низки причин, тож працюючи над фільмом «Крик 4» режисер намагався врахувати помилки, допущені на зйомках фіналу трилогії.
Через багато років актриса Кортні Кокс зізналась, що вибір зачіски для її героїні був невдалим у третій частині, назвавши свій образ «надто грубим, потворним і надто крикливим». Ця зачіска стала причиною численних жартів як серед шанувальників франшизи, так і серед її творців. В одному з інтерв'ю Девід Аркетт зізнався, що вплинув на вибір зачіски Кокс, запропонувавши частково скопіювати зачіску фотомоделі Бетті Пейдж, про що згодом пошкодував.

### Скандал з Вайнштейном
У світлі подій, пов'язаних з одним із виконавчих продюсерів фільму, Харві Вайнштейном, багато видань почали проводити паралелі між діями боса студії з темою аб'юзу, порушеної у фільмі — зокрема сюжетною лінією розбещення матері головної героїні Сідні, Морін Прескотт, впливовими чоловіками Голлівуду. У 2017 році Крістен Юнсу зазначила, що персонаж Джон Мілтон (Ленс Хенріксен) використовує молодих актрис. У 2019 році монтажер фільму Патрік Люссьє згадав цю сюжетну лінію та погляд Крейвена на неї: «Весу безперечно був потрібен цей персонаж — він не був лиходієм картини як таким, але безперечно став рушійною силою та мотивацією вбивці. Його поведінка дає початок ланцюжку подій, що лягли в основу всієї трилогії».
У 2020 році Адам Вайт написав, що «фільм став розгніваним викривачем сексуальних секретів Голлівуду, хижих чоловіків і тих, хто проводить відбір акторів». У фільмі описується кілька випадків, коли актриси отримують роль у фільмі «Удар ножем», переспавши з режисером та продюсером картини — йдеться про героїнь Дженніфер Джолі (Паркер Поузі) та Анджеліни Тайлер (Емілі Мортімер); в іншій сцені Керрі Фішер грає адміністратора архіву Бьянку, дуже схожу на зірку «Зоряних війн»: «Я була дуже близька до того, щоб отримати роль принцеси Леї, але кому вона дісталася? Тій, що переспала з Джорджем Лукасом». У статті Вайт також згадує, що актриса Роуз Мак-Гавен, зірка першої частини, звинуватила Вайнштейна у зґвалтуванні; це сталося в одному з готелів за рік до виходу «Крика» — у 2017 році актриса отримала $100 000 компенсації.
У статті SyFy Wire Емма Фрейзер писала, що персонаж Морін Прескот поперемінно носить ярлики «повії» та «жертви». На думку Фрейзер, «фільм може стати цікавим поглядом на злочини, скоєні в індустрії кіно, а також зв'язки жанру жахів із темою сексу».

### Нагороди та номінації
Актори та знімальна група фільму отримали кілька номінацій та кінопремій:
| Рік  | Нагорода                         | Категорія                  | Номінант                   | Результат |
| ---- | -------------------------------- | -------------------------- | -------------------------- | --------- |
| 2000 | MTV Movie Award                  | Лучшая комедийная роль     | Паркер Поузі               | Номінація |
| 2000 | MTV Movie Award                  | Найкраща жіноча роль       | Нів Кемпбелл               | Номінація |
| 2000 | Teen Choice Awards               | Найкраща екранна хімія     | Кортні Кокс і Девід Аркетт | Перемога  |
| 2000 | Teen Choice Awards               | Найкращий лиходій          | Скотт Фолі                 | Перемога  |
| 2000 | International Monitor Awards     | Найкращий графічний дизайн | Адам Бламінґ               | Перемога  |
| 2000 | Bogey Award (Німеччина)          | Найкращий фільм жахів      | Крик 3                     | Перемога  |
| 2001 | Blockbuster Entertainment Awards | Найкращий актор жахів      | Девід Аркетт               | Перемога  |
| 2001 | Blockbuster Entertainment Awards | Найкраща актриса жахів     | Нів Кемпбелл               | Перемога  |
| 2001 | Blockbuster Entertainment Awards | Найкраща актриса жахів     | Кортні Кокс                | Номінація |
| 2001 | Fangoria Chainsaw Awards         | Найкраща жіноча роль       | Паркер Поузі               | Перемога  |
| 2001 | Сатурн                           | Найкращий реліз на відео   | Крик 3                     | Перемога  |

### Вихід на відео
У США фільм вийшов на VHS та DVD 4 липня 2000 року, видавець — «Buena Vista Home Video», і був перевиданий 24 жовтня того ж року. Видання «Collector's Edition» на DVD містило вилучені сцени, невдалі дублі, аудіокоментарі, кілька музичних відео, трейлери та текстові біографії акторів і творців. Після виходу третьої частини вся серія була видана під назвою «The Ultimate Scream Collection» компанією Dimension Films 26 вересня 2000 року — до релізу увійшов, крім раніше опублікованих матеріалів, короткий документальний фільм «Behind The Scream». У 2001 році DVD з фільмом отримало номінацію на премію «Saturn Award» за найкращий реліз на відео, але поступився мультфільму «Принцеса Мононоке». До 2001 року фільм не видавався в Європі та Японії — 26 лютого на цих ринках його випустила компанія «Buena Vista Home Entertainment»; реліз кожної частини містив бонусні матеріали «Collector's Edition» з американського видання. Усі три фільми в одній коробці під назвою «Scream Trilogy» надійшли до продажу того ж дня. На Blu-ray фільм вийшов 29 березня 2011 року разом з двома першими частинами за 2 тижні до виходу в кінопрокат «Крика 4» — реліз також містив раніше опубліковані додаткові матеріали.

## Зв'язки та відсилання
- Як і в минулих фільмах персонаж Ренді Мікс (знавець жанру жахів) озвучує основні правила виживання та настанови в горорах: на відео, яке він записав незадовго до своєї загибелі в «Крику 2», він промовляє кілька правил третьої частини — яка є завершенням трилогії[109][110]:
  - Вбивця може виявитися надлюдиною, і його практично неможливо вбити.
  - Будь-який персонаж, включно з головними героями, може загинути в цій частині.
  - Минуле знайде героїв та знищить їх. До того ж, розкриється несподіваний поворот із невідомим фактом із минулого.
- Персонажі актрис Емілі Мортімер та Паркер Поузі (Анджеліна Тайлер та Дженніфер Джолі) отримали свої імена на честь актрис, що зустрічалися з Бредом Піттом — Анджеліни Джолі та Дженніфер Еністон; в одній зі сцен Ґейл згадує невдалий роман Дженніфер з Піттом[111][112].